# ГЕС Kùshéntǎyī
ГЕС Kùshéntǎyī (库什塔依水电站) — гідроелектростанція на північному заході Китаю в провінції Сіньцзян. Використовує ресурс із річки Куксу, правої притоки Текес, котра в свою чергу є лівою твірною Ілі (тече до розташованого на території Казахстану безсточного озера Балхаш).
В межах проекту річку перекрили насипною греблею із асфальтобетонним ущільненням висотою 91 метр, довжиною 439 метрів та шириною від 10 (по гребеню) до 389 (по основі) метрів, яка потребувала 4,8 млн м3 матеріалу. Вона утримує водосховище з об'ємом 150 млн м3 (корисний об'єм 74 млн м3) та припустимим коливанням рівня поверхні у операційному режимі між позначками 1285 та 1305 метрів НРМ (під час повені рівень може зростати до 1306,9 метра НРМ, а об'єм — до 159 млн м3).
Зі сховища через тунель довжиною 0,4 км з діаметром 7,2 метра ресурс подається до розташованого на правобережжі наземного машинного залу. Його обладнали чотирма турбінами типу Френсіс — двома потужністю по 35 МВт та двома з показником по 15 МВт, які забезпечують виробництво 350 млн кВт-год електроенергії на рік.
Видача продукції відбувається по ЛЕП, розрахованим на роботу під напругою 110 кВ та 220 кВ.